# Klei van Tegelen
De klei van Tegelen of het Laagpakket van Tegelen is een gesteentelaag in de ondergrond van het midden van Nederlands Limburg, die uit klei bestaat. De laag is naar het stadsdeel Tegelen in Venlo genoemd en heeft een Vroeg Pleistocene ouderdom van ongeveer 2,4 tot 1,8 miljoen jaar oud. De klei is bekend van de fossielen die erin worden gevonden en werd al in de Romeinse tijd gebruikt om tegels en dakpannen van te bakken. De geologische tijdperken Tiglien en Pretiglien zijn naar deze kleilaag genoemd.

## Vorming
Aan het begin van het Plioceen was Nederland nog grotendeels bedekt door de zee, maar door het afkoelen van het klimaat en de aanvoer van sediment door rivieren verplaatste de kustlijn zich naar het noordwesten. In het Vroeg Pleistoceen vormde Limburg een spoelvlakte van meanderende rivieren, meertjes, bossen en moerassen. De Maas stroomde ten noorden van Luik naar het oosten om ten noorden van Aken in de Rijn uit te monden. De Rijn stroomde westelijker dan tegenwoordig en heeft in Midden-Limburg een pakket klei en zand afgezet, waaronder de klei van Tegelen.

## Stratigrafie
De fossielen uit de klei van Tegelen werden in het begin van de 20e eeuw onderzocht door de paleontoloog Eugène Dubois en zijn medewerkers. Dubois maakte geen onderscheid tussen verschillende kleilagen in het gebied. Later is met nauwkeuriger stratigrafisch onderzoek een onderscheid gemaakt tussen een Pliocene, oudere kleilaag, die de klei van Reuver wordt genoemd, en de klei van Tegelen. De twee kleilagen worden door een laag zand uit het Pretiglien gescheiden. De klei van Tegelen wordt in de Nederlandse lithostratigrafie als een laagpakket beschouwd en vormt onderdeel van de Formatie van Waalre.

## Fossielen
In de klei van Tegelen zijn fossielen van zowel planten als dieren gevonden. Onder de meer dan honderd in de klei gevonden plantensoorten zijn de rubberboom, Spaanse aak, vleugelnoot en cipres. De plantenfossielen geven samen met pollenonderzoek een goed beeld van de vegetatie in die tijd. De veranderingen van de vegetatie door de lagen heen zijn veroorzaakt door klimaatveranderingen. Door de vegetatie in kaart te brengen is men erin geslaagd het klimaat in verleden te reconstrueren. Het Tiglien, waarin de klei van Tegelen werd afgezet, was een relatief warme periode, waarin Limburg een subtropisch klimaat had. Het voorgaande Pretiglien was een relatief koudere periode die het begin van het Pleistoceen vormde. Aan het einde van het Tiglien werd het klimaat weer kouder.
Fossielen van dieren zijn bijvoorbeeld moerasschildpadden, kikkers, in zoet water levende mollusken en vissen. Het bekendst zijn de fossielen van zoogdieren. Onder de soorten waarvan fossielen zijn gevonden bevinden zich de zuidelijke olifant (Mammuthus meridionalis), watermollen, vliegende eekhoorns, slaapmuizen, hyena's, panters, stekelvarkens, tapirs, nijlpaarden, bevers, en de aap Macaca florentinus. Er zijn twee soorten herten gevonden, de grote Eucladoceros tegulensis en de kleinere Cervus rhenanus, een verwant van het edelhert.

## Winning
In het gebied rondom Tegelen bevindt de klei zich in een hoogterras dat met een vrij steile rand ongeveer 30 meter boven het niveau van de Maas uitsteekt. Het maakt deel uit van een plateau tussen de rivieren Maas, Swalm en Niers. De kleilagen liggen op tamelijk grote diepte onder dikke zandlagen, behalve aan de randen van het plateau. Bij Tegelen kwamen de kleilagen bijna of zelfs geheel aan de oppervlakte bij Egypte en de Jammerdaalse Heide. Sinds de Romeinse tijd werd daar uit handgegraven kleiputten klei gedolven. Aan het einde van de 19e eeuw werd de behoefte aan keramische producten groter. De kleiputten werden vervangen door grote gaten met getrapt afgegraven kleilagen. De klei werd in meerdere etappes naar boven geschept en met de paardenwagen naar de fabrieken gebracht. In 1893 werden de eerste smalspoorlijnen aangelegd om de klei te vervoeren en aan het begin van de 20e eeuw deden de grote grondgraafmachines hun intrede. Vanaf de jaren 1920 werden de paarden vervangen door locomotieven, waardoor de kleiwinning nog verder gemechaniseerd werd. In de jaren 1950 lag er zo'n 13 km smalspoor in Tegelen. Rond die tijd werden de grondgraafmachines vervangen door meer flexibele graafmachines en de kleitrammetjes door vrachtauto's.